# Ponoka
Ne doit pas être confondu avec Comté de Ponoka ou Ponoka (district électoral provincial).
Ponoka est une ville (town) du Comté de Ponoka, située dans la province canadienne d'Alberta.

## Démographie
En tant que localité désignée dans le recensement de 2011, Ponoka a une population de 6 773 habitants dans 2785 de ses 3047 logements, soit une variation de 3.0% avec la population de 2006. Avec une superficie de 13,045 1 km2, la ville possède une densité de population de 519,198 8 hab/km2 en 2011.
Concernant le recensement de 2006, Ponoka abritait 6 576 habitants dans 2669 de ses 2771 logements. Avec une superficie de 13,045 0 km2, la ville possédait une densité de population de 504,1 hab/km2 en 2006.
| 2001  | 2006  | 2011  | 2016  |
| ----- | ----- | ----- | ----- |
| 6 355 | 6 576 | 6 778 | 7 229 |